# Hoeve en oud kasteel De Clee
De Hoeve en oud kasteel De Klee is een historisch gebouwencomplex te Kuttekoven, gelegen aan Kleestraat 18.
Oorspronkelijk lag hier een cijnshoeve van de Abdij van Herkenrode, die op de Ferrariskaarten (1771-1777) als Cense den Klein werd aangeduid. Het was een U-vormig gebouwencomplex.
Vermoedelijk werd, toen de abdijgoederen omstreeks 1798 verbeurd werden verklaard, een deel van de hoeve omgebouwd tot herenhuis. In 1844 werd het gebouw dan ook aangeduid als Château La Clée. In de loop van de 19e eeuw kreeg het gebouw een gesloten vorm.
Hoewel het uiterlijk veel kenmerken van een verbouwing uit de tweede helft van de 19e eeuw vertoont, is de kern van het woonhuis 17e-eeuws. Bij de verbouwing is gebruikgemaakt van sloopmateriaal afkomstig van het Hof van Herkenrode, een toen bouwvallig gebouw uit de nabijheid. Van dit gebouw is ook de poort in het huidige poortgebouw afkomstig, die het jaartal 1710 draagt, en ook enkele wapenschilden die vermoedelijk van de familie Pauli-Stravius zijn, welke het Hof van Herkenrode uitgebaat heeft. Ook is er een gevelsteen welke het wapenschild van Abdis Barbara van Hinnisdael toont, en het jaartal 1650 draagt.
Het poortgebouw wordt geflankeerd door twee stallen, waarin vroeger waarschijnlijk de paarden gehuisvest werden. Ook hier gevelstenen, links met het wapenschild van Abdis Barbe de Rivière d'Arschot (1734) met haar lijfspreuk: Virtus coronat opus (de deugd bekroont het werk) en rechts met wapenschild van Abdis Claudia de Merode, (1682) met de lijkspreuk: Rem Deo.
Ook de pachterswoning heeft 17e-eeuwse elementen, en de muurankers tonen het jaartal 1709.
Begin 20e eeuw werd in de nabijheid, op een afsplitsing van het terrein, het nieuwe Kasteel De Klee gebouwd. 

## Externe bron
- Onroerend erfgoed